# 작은짧은꼬리저빌
작은짧은꼬리저빌(Gerbillus simoni)은 황무지쥐아과에 속하는 설치류의 일종이다. 모로코 동부 지역부터 이집트까지 주로 분포한다. 학명을 그대로 읽은 "시몬디포딜"로도 알려져 있다. 2010년 형태학과 분자생물학적 연구 이후, 짧은꼬리저빌속(Dipodillus)은 황무지쥐속(Gerbillus)의 아속의 하나로 분류되었고 작은짧은꼬리저빌의 학명 Dipodillus simoni은 Gerbillus simoni로 변경되었다.